# Arrakeen (groupe)
Pour les articles homonymes, voir Arrakeen (homonymie).
Arrakeen est un groupe de rock progressif français, originaire d'Aix-en-Provence, dans les Bouches-du-Rhône. Issu de la fin des années 1980 et début des années 1990, leur style néo-progressif se rapprochait beaucoup de Marillion, leur influence majeure, mais avec du chant féminin en français.

## Biographie

### Débuts (1985–1989)
Arrakeen est formé en 1985, à Aix-en-Provence. À cette période, le groupe est composé d'Eric Bonnardel (clavier), Yves Darteyron (basse), André Voltz (batterie), et Dan Andriani (guitare, chant). Originellement appelé Cyclope, il change de nom à l'arrivée de Maïko (Marie-Claude Taliana). Le nom Arrakeen est tiré de l’œuvre de science-fiction de Frank Herbert (la saga Dune).
Après quelques années, Dan s'en va, remplacé par Sylvain Gouvernaire. Cette formation enregistre en studio trois morceaux (Ailes pour elle, Sous le masque, Au bout du labyrinthe) composés par André Voltz et Éric Bonnardel. Puis André, un des deux principaux compositeurs du groupe, part faire ses études d'ingénieur du son à Paris. C'est une part importante du potentiel créatif qui s'en va, mais c'est aussi l'époque ou Sylvain prend ses marques, et s'impose petit à petit comme compositeur à son tour, et surtout comme un instrumentiste remarquable, se forgeant un son immédiatement reconnaissable.
Avec l'arrivée de Gauthier Mejanel à la batterie, dont le jeu rythmique est très influencé par Rush, Arrakeen apparait sous sa forme définitive. Le groupe édite en 1989 une cassette cinq morceaux : les trois premiers morceaux déjà publiés précédemment, auxquels s'ajoutent Tom et surtout Folle Marie, un de leurs titres phares, avec un net effort de packaging pour paraitre plus professionnel. En parallèle, Arrakeen développe une théâtralisation de ses concerts (artifices, acteurs, projections de fonds de scène, changements de costume), une démarche qui n'est pas sans rappeler les débuts de Marillion, et se dote d'une structure managériale dédiée. Folle Marie permet à Arrakeen d'émerger sur la scène néo-prog européenne, et obtient d'excellentes critiques aux Pays-Bas, en Italie, Allemagne, et même Japon via le réseau des fanzines spécialisés.
Le groupe s'investit totalement dans sa musique et souhaite s'imposer au-delà de la scène progressive. Mais l'époque n'est pas favorable à ce style musical, et le groupe reçoit alors peu d'écho des maisons de disques. Les majors compagnies considèrent le style d'Arrakeen trop anti-commercial, alors qu'inversement les labels spécialisés dans le rock progressif tels que Musea trouvent ce groupe trop grand-public[réf. nécessaire].

### Patchwork(1990–1991)
Afin de forcer la chance, leur manager Eric Ciarlo organise en plein milieu de la tournée Seasons End, un concert de Marillion, leur groupe de référence, en octobre 1989 à Vitrolles, pour lequel il arrive à imposer Arrakeen en première partie auprès d'EMI France, et de la Gérard Drouot Production. Durant le spectacle, les musiciens aixois sympathisent avec le groupe anglais qui a assisté à leur concert en backstage (Sylvain Gouvernaire deviendra notamment un ami proche du guitariste Steve Rothery). 
Celui-ci les invitera en 1990 à assurer la première partie de la totalité des dates françaises de la seconde partie de la tournée Season's End, ce qui permettra à Arrakeen de se faire connaitre au niveau national. Le groupe joue ainsi au Zénith de Paris en ouverture de Marillion début avril et, chose remarquable devant un public habituellement guère réputé pour ménager les premières parties (cf. les malheureux canadiens de Dalbelo sur la tournée Clutching at Straws en 1987), décroche un rappel en fin de set. En fin de tournée (Lille, 2 avril 1990), le guitariste de Marillion, Steve Rothery, montera jouer avec eux sur scène, moment immortalisé sur le morceau Folle Marie, inclus sur leur premier album, Patchwork, sorti en 1990,.
Arrakeen est alors considéré comme le groupe phare de la scène progressive française, et se produit un peu partout avec succès. En 1991, le groupe joue à guichet fermé au Théâtre Dunois à Paris, et Mark Kelly et Steve Rothery, présents dans la capitale pour une convention Marillion, les rejoindront sur scène sur les rappels, devant un public au bord de l'apoplexie. Arrakeen est alors le seul groupe français à bénéficier d'une vraie structure manageriale (quand bien même elle est totalement bénévole), et dont les musiciens cessent toute activité professionnelle pour vivre de leur musique. Mais Arrakeen n'intéresse toujours pas les maisons de disques, en partie en raison du chant en français, jugé trop restrictif pour permettre d'étendre la renommée du groupe sur le plan international. Après plusieurs mois de négociations avec le label Wanted! puis EMI France, à deux doigts d'aboutir, les contacts se rompent et le groupe, très affecté moralement par cet échec, décide alors de marquer une pause, toujours en 1991.
Sylvain Gouvernaire, le guitariste, part alors vivre à Londres où il montera le groupe Iris à dominante instrumentale avec deux musiciens de Marillion, Pete Trewavas et Ian Mosley qui assureront sa section rythmique. Le premier album, Crossing the Desert, sera enregistré au Racket Club, le studio privé de Marillion.

### Mosaïque(1992–1993)
Le groupe se remet au travail quelques mois plus tard, avec Cyril Achard à la guitare, un guitariste issu de la mouvance hard rock, très influencé par Steve Vaï. Arrakeen sort son deuxième album, Mosaïque, en 1992. Le CD est à nouveau distribué par MSI, un label spécialisé. Ce second album est une nouvelle réussite musicale, Arrakeen se dégageant un peu de son influence principale (le Marillion des années 1980), probablement consécutivement à l'arrivée de Cyrille Achard à la six-cordes. Mosaïque reçoit un bon accueil dans le milieu progressif et au-delà,, mais n'arrive toujours pas à son but : la reconnaissance de la scène et des médias rock proprement dit, malgré quelques bonnes critiques dans Best et le magazine Line-Up[réf. nécessaire]. 
Après la mini-tournée qui suit la sortie de l'album, et malgré un dernier concert d'anthologie au théâtre Dunois à Paris, le groupe décide d'arrêter toute activité musicale. 

### Post-séparation
Maïko (avec le duo Maïko et Mr. Jo), Sylvain Gouvernaire (d'abord avec Iris, puis avec un projet intitulé Gouvernaire), Cyril Achard (en solo), Gauthier Mejanel (d'abord au sein de Big Mamma, puis avec Coco) continuent à œuvrer dans la musique. Achard jouera avec le groupe marseillais Quartier Nord entre 1994 et 1996, puis avec le bassiste de jazz Fred Schneider.

## Style musical
Musicalement, le groupe s'inscrit dans la pleine veine du rock néo-progressif anglo-saxon (Marillion, Pendragon, IQ, et Saga alors en plein essor en Europe), portant une filiation évidente avec notamment Marillion pour les sons de claviers, les solos de guitare et la structuration des morceaux. Le chant féminin, porté par Maïko et couvrant une gamme vocale impressionnante, confère cependant à Arrakeen une identité musicale propre.

## Membres
- Maïko - chant
- Eric  Bonnardel - claviers
- Yves Darteyron - basse
- André Voltz - batterie (sur 3 titres de la première cassette)
- Gauthier Mejanel - batterie
- Dan Andriani - guitare
- Sylvain Gouvernaire - guitare (sur la première cassette et le premier disque)
- Cyril Achard - guitare (deuxième disque)

## Discographie
- 1990 : Patchwork
- 1992 : Mosaïque